# 아리사 히토미
아리사 히토미(일본어: 有沙 瞳 ありさ ひとみ[*], 8월 4일 - )는 다카라즈카 가극단 호시구미 소속 여역 스타이다.
미에현 스즈카시, 스즈카 고등학교 출신이다. 키 160.5cm, 혈액형 O형, 애칭은 "미호", "쿠랏치"이다.

## 약력
2010년, 다카라즈카 음악학교에 입학하였다.
2012년, 다카라즈카 가극단 98기생으로 입단. 입단 당시 성적은 19등이다. 소라구미 「화려한 나날 / 크라이 맥스」로 초무대를 하였다.
2013년, 구미마와리를 거치고 유키구미에 배속되었다.
2014년, 소 카즈호ㆍ마나카 아유 톱콤비 퇴단 공연 「일몽암풍류기 마에다 케이지」로 신인공연 첫 히로인을 맡았다.
2015년, 「은 2관」으로 바우홀 공연 첫 히로인을 맡았다.
2016년, 「바람의 검심」으로 첫 에트와르에 발탁되었다. 같은 해 12월 26일자로 호시구미로 이동되었다.
2017년, 쿠레나이 유즈루ㆍ키사키 아이리 톱콤비 대극장 오히로메 공연 「THE SCARLET PIMPERNEL」으로 2번째 신인공연 히로인을 맡았다. 이어, 「아테루이」 (드라마시티/일본청년관 공연)으로 동상공연 첫 히로인을 맡았다. 같은 해 11월부터 이케다 센쥬은행 이미지 걸에 취임하였다.
2018년, 「닥터 지바고」 (드라마시티/TBS아카사카ACT시어터 공연)로, 전과 이사 토도로키 유의 상대역이자 2번째 동상공연 히로인 역을 맡았다.
2019년, 「용궁이야기」로 2번째 바우홀 공연 히로인을 맡았다.
2021년, 「마농」 (바우홀/KAAT카나가와예술극장 공연)으로 3번째 동상공연 히로인을 맡았다.

## 인물
어렸을 때부터 엔카를 배웠다.
중학생 때, 다카라즈카 팬이었던 공문 교실 선생님의 권유로, 다카라즈카를 처음 관람했다. 곧 다카라즈카의 포로가 되어 여역이 되고 싶어, 음악학교의 수험을 결심했다.
학창시절에는 운동부에 들어가고 싶었지만, 구기 종목이 서툴러 육상부에 들어가 장거리 달리기 선수를 했다.
동경하는 상급생은 노노 스미카와 아야노 카나미이다.

## 출연 이벤트
- 2018년 12월, 다카라즈카 스페셜 2018 『Say! Hey! Show Up!!』
- 2019년 12월, 다카라즈카 스페셜 2019 『Beautiful Harmony』
- 2022년 6월, 호시구미 뮤직퍼포먼스 『ten∞ten TIME』

## 광고ㆍCM출연
- 2015년, 에어웨이브
- 2017년 - , 이케다 센쥬은행

## 수상이력
- 2018년, 『다카라즈카 가극단 연도상』 - 2017년도 신인상
- 2021년, 『다카라즈카 가극단 연도상』 - 2020년도 아티스트상